# IC 1605
IC 1605 ist eine Balken-Spiralgalaxie vom Hubble-Typ SBbc im Sternbild Phönix am Südsternhimmel. Sie ist schätzungsweise 329 Millionen Lichtjahre von der Milchstraße entfernt.
Das Objekt wurde im Jahr 1899 von DeLisle Stewart entdeckt.